# Hemigrapsus takanoi
Espèce
Hemigrapsus takanoi est un petit crabe originaire des côtes rocheuses du Japon et de la Chine. Longtemps confondu avec Hemigrapsus penicillatus dont il est l'espèce jumelle, il n'en a été distingué qu'à partir de 1997, puis officiellement décrit en 2005. Il a été découvert sur la côte atlantique française en 1994 et est devenu depuis lors une espèce invasive en Europe.

## Historique
C'est en 1997 que, pour la première fois, deux « formes » sont décrites au sein des populations d’Hemigrapsus penicillatus, un crabe très commun des estrans japonais. En 2005, la suggestion de 1997 est concrétisée, et une nouvelle espèce est décrite dont le nom, Hemigrapsus takanoi, fait référence à Masatsugu Takano qui a le premier reconnu deux formes dans les populations d'H. penicillatus au sens large.
En 2006, une étude précise les critères de différenciation des deux espèces, mais la validité de cette distinction est mise en doute en 2007. La communauté scientifique internationale semble toutefois majoritairement retenir la nouvelle espèce.

## Description
H. takanoi est un crabe de petite taille : le céphalothorax atteint régulièrement 2,5 cm dans sa plus grande dimension, les plus grands spécimens ne dépassant guère 3 cm. La forme générale de la carapace est approximativement carrée, très légèrement plus large que longue (le rapport largeur/longueur est compris entre 1,10 et 1,20). Dorsalement, la coloration apparaît toujours assez sombre, grisâtre, verdâtre ou brune ; les pattes marcheuses, assez larges et aplaties, sont généralement marquées de bandes plus sombres, plus ou moins distinctes selon les individus. Le bord externe de la pince des mâles présente une touffe dense de poils.
Les points noirs qui, à la face ventrale, ornent les segments abdominaux de H. penicillatus, son espèce jumelle, sont absents chez H. takanoi, et la touffe de poils de la pince des mâles est nettement plus développée chez H. takanoi.

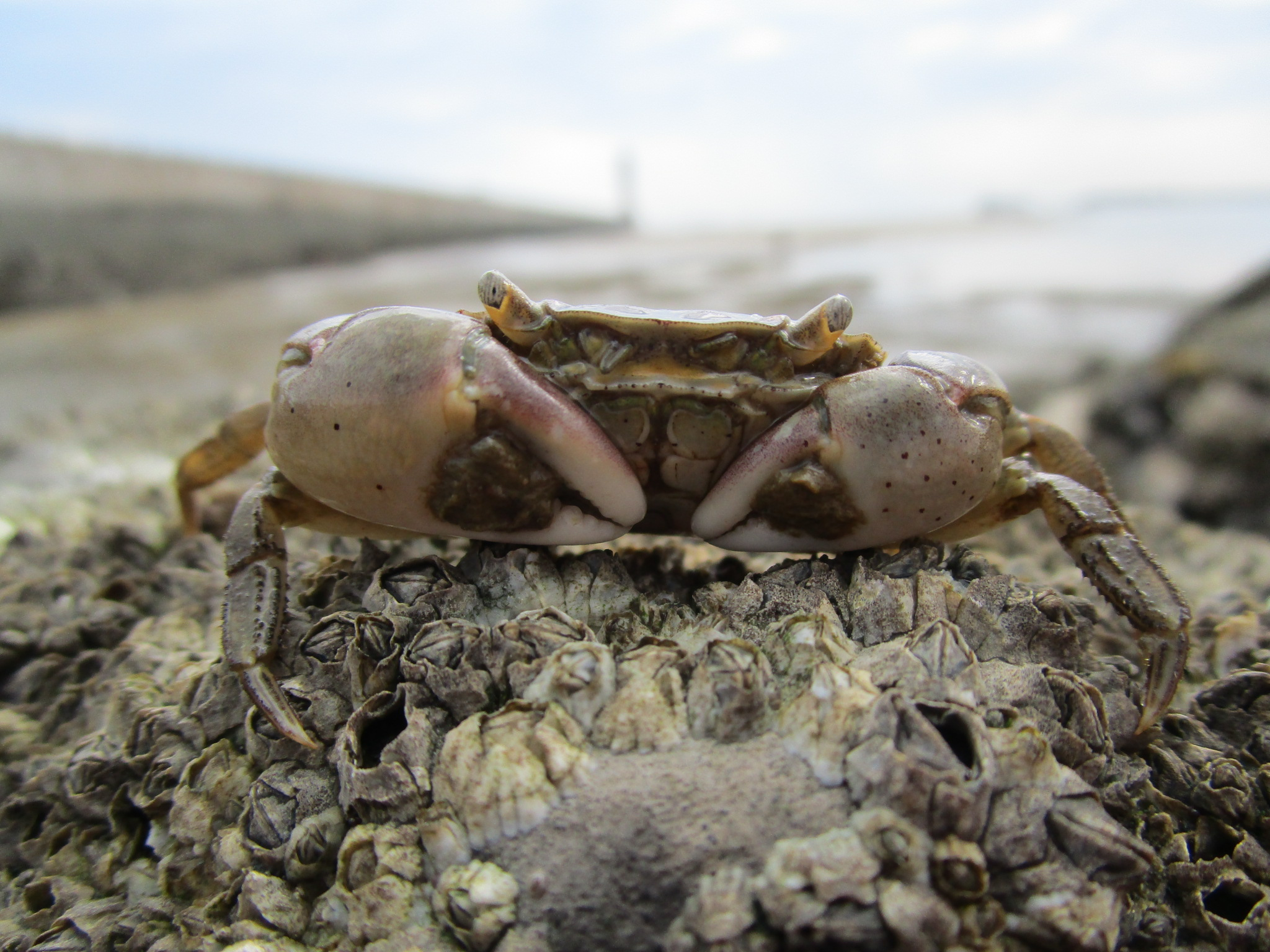
Hemigrapsus takanoi à Dunkerque (2020)

## Répartition géographique
Originaire des eaux tempérées froides à subtropicales du Pacifique du Nord-Ouest, H. takanoi est désormais bien installé en Europe, et l'on s'attend à ce qu'il s'implante également à terme sur la côte orientale de l'Amérique du Nord.

### Distribution originelle
Cette espèce n'ayant été que récemment distinguée de H. penicillatus s. lat., l'étendue réelle de sa distribution géographique n'est pas encore précisément connue. Elle n'est pour l'instant confirmée que sur les quatre îles de l'archipel japonais ; elle est toutefois soupçonnée sur l'ensemble de l'aire occupée par H. penicillatus s. lat., c'est-à-dire de l'île Sakhaline (Russie) au nord à Hong Kong au sud, en passant par le nord de la Chine, la Corée, Okinawa et Taïwan.

### Progression en Europe
C'est en 1994 que ce crabe est pour la première fois reconnu en Europe, à La Rochelle. À partir de là, sa progression sur les côtes du golfe de Gascogne est très rapide puisque, dès décembre 1996, il est noté, et localement abondant, de Laredo (Espagne) à Fromentine (Vendée), ces deux localités étant distantes de 800 km. À peine plus tard, l'espèce est découverte très au nord, successivement au port du Havre où dès 1997 elle forme d'abondantes populations de juvéniles, et dans l'Escaut oriental (Pays-Bas) en 1999. Ces observations initiales ont toutes attribuées à H. penicillatus, jusqu'à ce que l'on découvre, à partir de 2005, que les Hemigrapsus européens correspondaient en fait tous à la nouvelle espèce, H. takanoi.
À la fin de 2007, les populations du golfe de Gascogne ont gagné la Bretagne, atteignant la rade de Lorient, pratiquement à la limite du Morbihan et du Finistère. En Manche et dans la mer du Nord, la répartition actuelle de H. takanoi est hétérogène. Il a été noté en deux points de la baie de Seine : Saint-Vaast-la-Hougue (Cotentin) et Le Havre ; les populations sont quasi continues de la Côte d'Opale aux Pays-Bas, côtes belges comprises ; enfin, deux localités disjointes ont été signalées, à Bremerhaven et en Basse-Saxe (Allemagne). L'espèce est en revanche toujours absente des côtes britanniques.

## Référence
- Asakura & Watanabe, 2005 : Hemigrapsus takanoi, new species, a sibling species of the common Japanese intertidal crab H. penicillatus (Decapoda: Brachyura: Grapsoidea). Journal of Crustacean Biology, vol. 25, p. 279-292 (texte original).